# Argonnerna

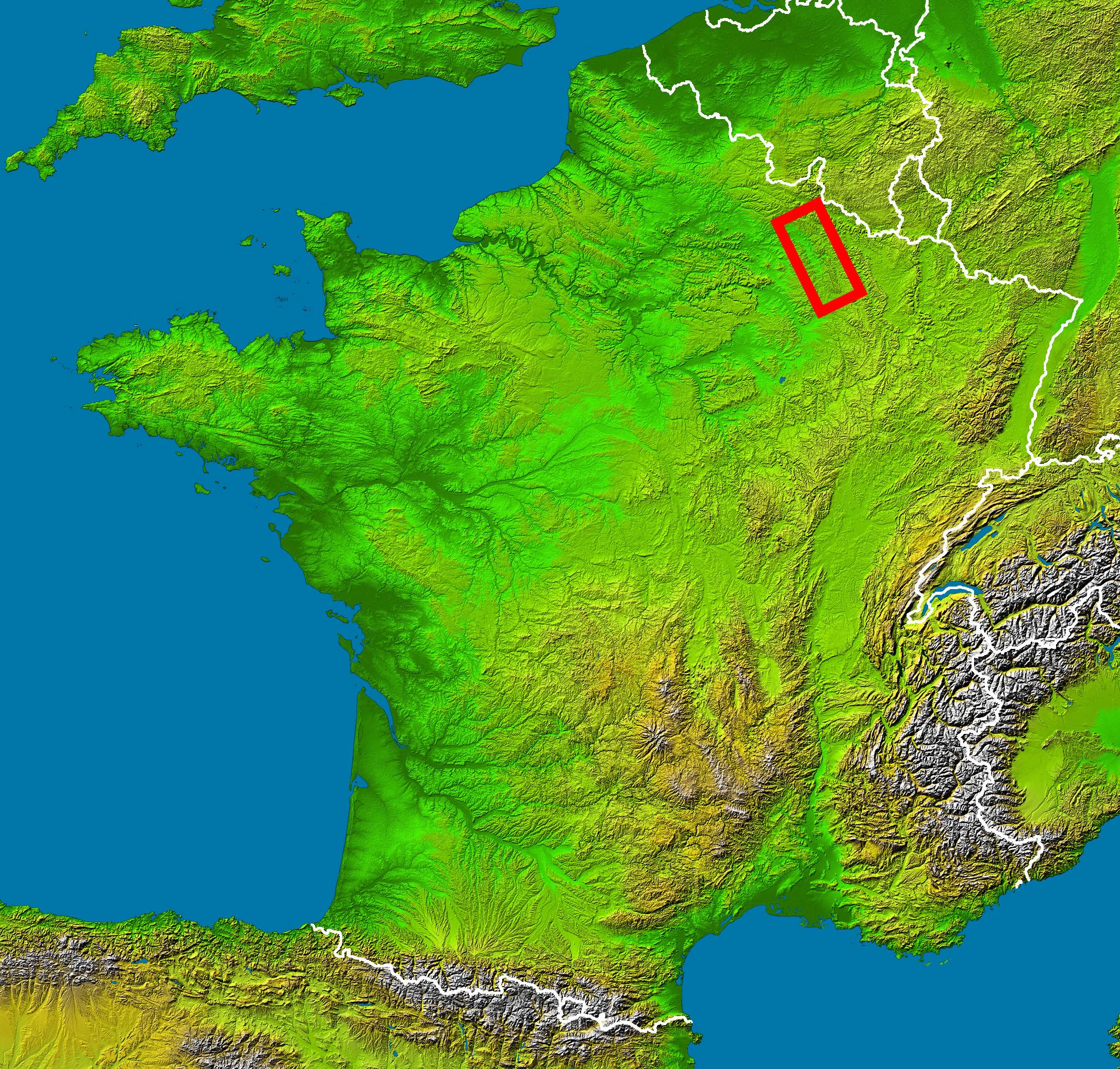
Argonnernas läge i Frankrike.

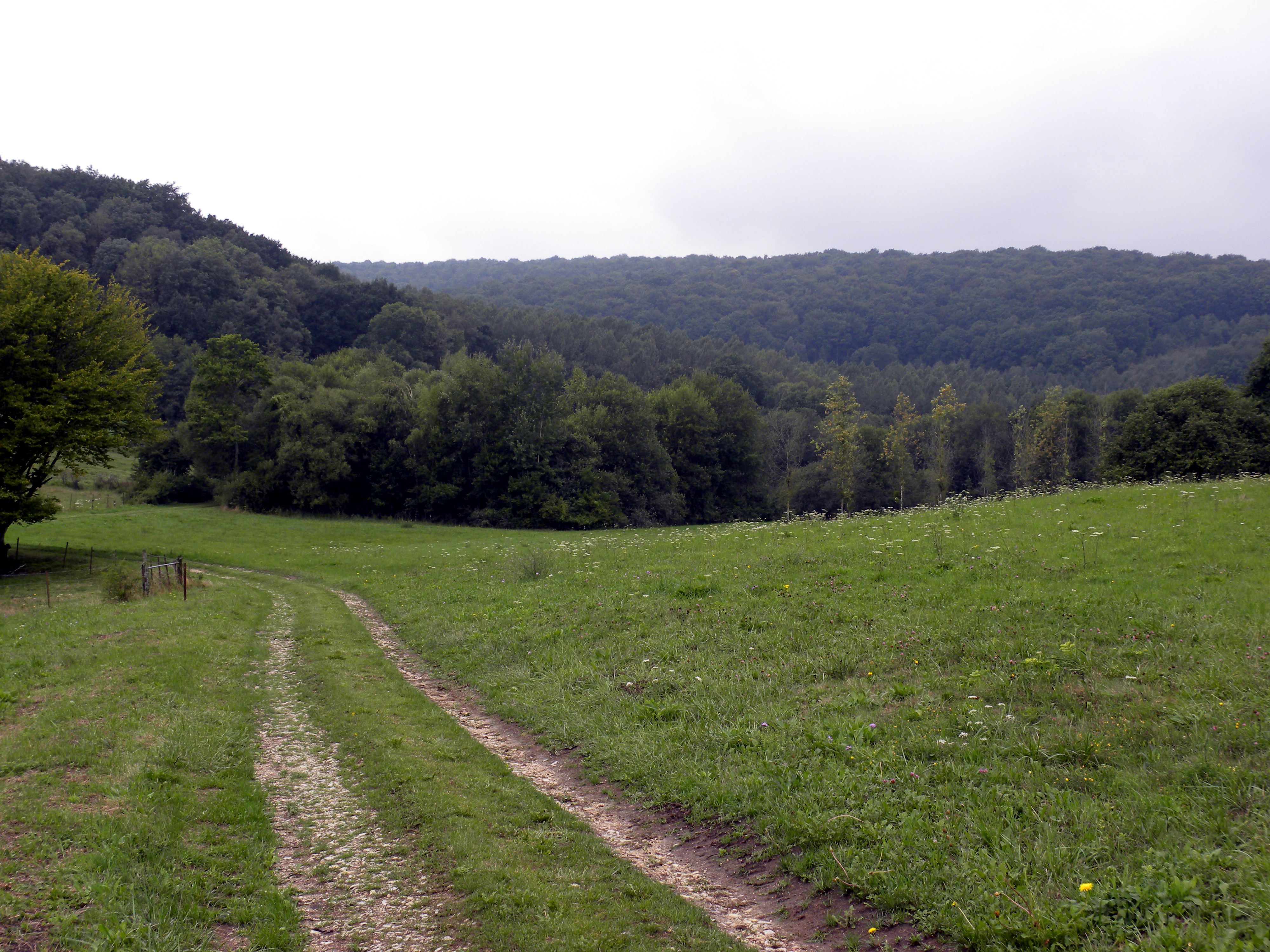
Argonnerna, i närheten av Chatel-Chéhéry.

Argonnerna (franska: Argonne) är ett skogklätt bergsområde i nordöstra Frankrike, beläget mellan de båda floderna Meuse och Aisne. Området genomskärs av många djupa dalgångar och berggrunden är huvudsakligen uppbyggd av jurakalksten och lerig kritasandsten. Argonnerna höjer sig sällan högre än 200 meter över havet.